# アイギアロサウルス科
アイギアロサウルス科 (Aigialosauridae) は、モササウルス科に近縁な半水棲の有鱗類の科。独立した単系統群とみなす研究者がいる一方で、基盤的モササウルス上科の付属群とみなす研究者もおり、彼らがモササウルス科へ繋がる系統の最古の生物であることが分子および形態学的情報から示されている。
アイギアロサウルス科には2属2種が含まれると解釈されており、その2属はアイギアロサウルスとオペティオサウルスである。アイギアロサウルス科が独立した群ではなく付属群として扱われる場合、関係性が不明瞭な他の多くの基盤的モササウルス上科もアイギアロサウルス科に割り当てられる。この例にはコメンサウルスやハアシアサウルス、カルソサウルス、ダラサウルスが挙げられ、果てにはテティサウルス亜科といったモササウルス科全体も含まれる。「肢をもつモササウルス類」(plesiopedal mosasaurs) という用語がモササウルス科の原始的な種に言及する正式な用語である。

## 記載

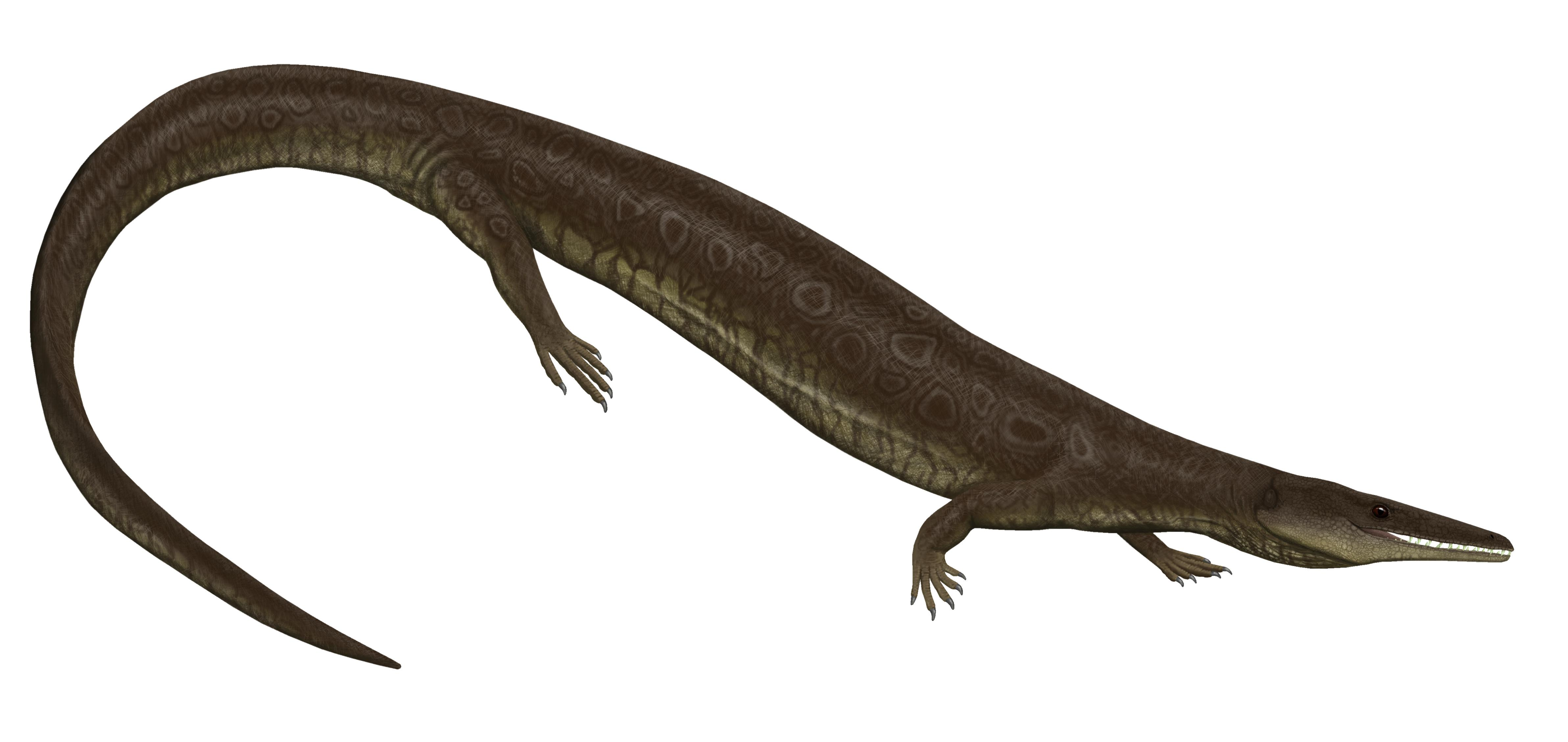
アイギアロサウルス・ダルマティカスの生態復元

アイギアロサウルス科は太古のテチス海の浅海環境に生息しており、化石はクロアチアからのみ発見されている。頭骨は派生的なモササウルス科と類似するが、頭部から後方は地上のトカゲに遥かに類似する。

## 分類
アイギアロサウルス科の体系学と分類学は物議を醸しており、複雑な歴史を辿っている。初期モササウルス上科と通常アイギアロサウルス科に含まれる2属（アイギアロサウルスとオペティオサウルス）の関係は徹底的に再記述されたものの、アイギアロサウルス科の立ち位置は依然として確立されていない。
Dutchak & Caldwell (2009) ではオペティオサウルスは Aigialosaurus bucchichi アイギアロサウルスのジュニアシノニムに指定され、両者がごく近い関係にあることが提唱された。彼ら自身の解析は結論を強く支持するものではなく、後続の研究も同様である。事実、Madzia & Cau (2017) での解析では、派生的なモササウルス科と比較して2属が必ずしも互いに近縁ではないとされた。これはオペティオサウルスが有効な属であると主張するだけでなく、アイギアロサウルス科の単系統群としての有効性に疑問を呈している。